# Simpelt flertal
Simpelt flertal er et begreb, der fastslår, at der til vedtagelse af en beslutning kræves tiltræden af flertallet af de afgivne stemmer.
Ved afstemning mellem tre eller flere valgmuligheder sondres mellem simpelt absolut flertal, hvor det kræves, at en af valgmulighederne alene modtager flertallet af de afgivne stemmer, og simpelt relativt flertal, hvor valgmuligheden med flest stemmer vedtages.